# Breese, Lawrence, Moulton Motor Car and Equipment Company

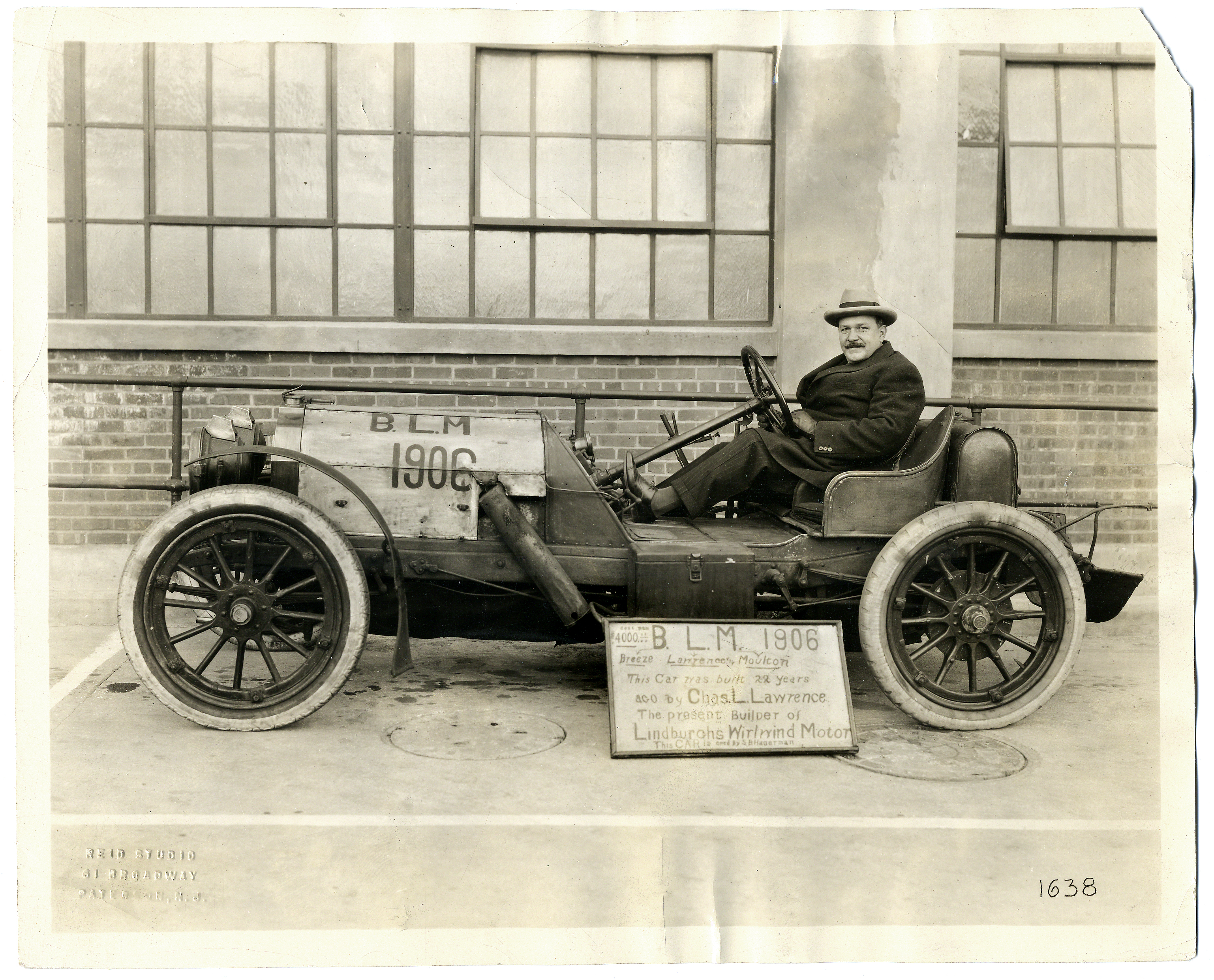
BLM von 1906

Breese, Lawrence, Moulton Motor Car and Equipment Company war ein US-amerikanischer Hersteller von Automobilen. Eine andere Quelle verwendet die Schreibweise Breese, Lawrence & Moulton Motor Car & Equipment Company.

## Vorgeschichte
Sidney S. Breese und Charles I. Lawrence stellten 1905 in Brooklyn in New York City einen Prototyp her. Er wurde Breese & Lawrence genannt.

## Unternehmensgeschichte
Breese und Lawrence gründeten 1906 zusammen mit Andrew Moulton das Unternehmen in Brooklyn. Im August 1906 wurde ein Rennwagen angekündigt. Sie begannen mit der Produktion von Automobilen. Der Markenname lautete BLM, was den Anfangsbuchstaben ihrer Nachnamen entsprach. Im September 1907 wurden noch Pläne für die Produktion von 250 Fahrzeugen bekanntgegeben. Doch bereits im Dezember 1907 folgte die Insolvenz.
Lawrence und Moulton stellten 1913 in Paris in ihrem neuen Unternehmen L.M. erneut Fahrzeuge her.

## Fahrzeuge
Das erste Modell war ein Rennwagen. Er basierte auf dem Entwurf von 1905. Der Motor leistete 85 PS. Der Neupreis von 12.000 US-Dollar war sehr hoch. Der Markterfolg blieb gering.
Anfang 1907 folgte der Sportwagen Pirate Runabout. Der Motor stammte von Mutel aus Frankreich und leistete 24 PS. Er trieb über eine Kardanwelle die Hinterachse an. Mit der Standardübersetzung wurden 88 km/h Höchstgeschwindigkeit angegeben, mit besonderer Übersetzung sogar 112 km/h.
Außerdem gab es noch den Four. Er war komfortabler ausgelegt und nur als Landaulet erhältlich. Die Motorleistung des Vierzylindermotors betrug 16 PS. Das Fahrgestell hatte 249 cm Radstand.